# カレドニア投資銀行
カレドニア投資銀行（-とうしぎんこう、La Banque Calédonienne d'Investissement / BCI, ベー・セー・イー）は、1988年に設立された、フランスの準県ニューカレドニアの銀行である。建設・不動産管理、企業への投資資金融資・個人への住宅融資という2つの活動を行う。

## 概要
カレドニア投資銀行は、ニューカレドニアにおける28支店の開発を行った地元の銀行である。同行は、全人口に対し、とくに銀行の導入されていない人々への銀行サービスの口座開設を容易にし、市場経済を活用しての開発活動や介入を行っている。
同行は、混合経済会社 （SEM）であり、75億CFPフラン（6,285万ユーロ、約83億円）の資本金を、現地の地元議会であるヌーヴェル・カレドニー準県議会が50.0％、フランス本土のBRED庶民銀行（BRED）が49.9％、フランス開発庁を0.1％出資している。
ニューカレドニア準県の首都であるヌーメアにある本店は、中央郵便局やヌーメア警察のある中心街に立地している。モーゼル湾に面した朝市の会場、マジャンタ空港等にもATM（現金自動預け払い機）を設置している。Cirrus、Visaの提携カードが使用可能である。

## 註
1. 1 2   « Mentions légales », BCI公式サイト、2008年9月18日閲覧。
2. ↑  Google 通貨換算での閲覧各日の結果を参照。

- « Rapport d'activité 2007 » - BCI公式サイト内   1. ↑  p.3